# جبال الألب إيمينتال
جبال الألب إيمينتال هي سلسلة جبلية في غرب جبال الألب في سويسرا.